# Europese structuur- en investeringsfondsen
De Europese structuur- en investeringsfondsen zijn financiële instrumenten van de Europese Unie, die erop gericht zijn economische verschillen tussen de regio's te verkleinen. Er zijn sinds 1 januari 2021 bakken structuurfondsen:
- Het Europees Fonds voor Regionale Ontwikkeling (FEDER)
- Het Europees Sociaal Fonds Plus
- Het Cohesiefonds
- Het Europees Landbouwfonds voor Plattelandsontwikkeling (LEADER)
- Het Europees Fonds voor Maritieme Zaken, Visserij en Aquacultuur